# Première circonscription de la Gironde
La première circonscription de la Gironde est l'une des douze circonscriptions législatives françaises que compte le département de la Gironde (33) situé en région Nouvelle-Aquitaine.

## Description géographique et démographique

### De 1958 à 1986
Le département avait dix circonscriptions.
La première circonscription de la Gironde était composée de :
- canton de Bordeaux-1 (moins la commune de Bruges)
- canton de Bordeaux-2

Source : Journal Officiel du 13-14 octobre 1958.

### Depuis 1988
La première circonscription de la Gironde est délimitée par le découpage électoral de la loi no 86-1197 du 24 novembre 1986
, elle regroupe les divisions administratives suivantes : 
- canton de Bordeaux-I
- canton de Bordeaux-II
- canton de Bordeaux-VIII (Bordeaux-Caudéran)
- canton du Bouscat.

Depuis le redécoupage des cantons de 2014, les circonscriptions législatives ne sont plus composées de cantons entiers mais continuent à être définies selon les limites cantonales en vigueur en 2010 (date du dernier redécoupage des circonscriptions). La première circonscription de la Gironde est ainsi composée des cantons actuels suivants :
- canton de Bordeaux-2 (quartiers Fondaudège et Jardin Public uniquement),
- canton de Bordeaux-3 (quartiers Caudéran et Mondésir uniquement),
- canton de Bordeaux-4
- canton du Bouscat

D'après le recensement de la population de 2019, réalisé par l'Institut national de la statistique et des études économiques (INSEE), la population totale de cette circonscription est estimée à 156 497 habitants,.

## Historique des députations
| Législature | Début de mandat | Fin de mandat  | Député             | Parti politique | Observations |
| ----------- | --------------- | -------------- | ------------------ | --------------- | --- |
| IXe         | 23 juin 1988    | 1er avril 1993 | Jean Valleix       | RPR             | |
| Xe          | 2 avril 1993    | 21 avril 1997  | Jean Valleix,      | RPR,            | Mandat écourté à la suite d'une dissolution parlementaire décidée par Jacques Chirac. |
| XIe         | 12 juin 1997    | 18 juin 2002   | Jean Valleix,      | RPR,            | |
| XIIe        | 19 juin 2002    | 19 juin 2007   | Chantal Bourragué, | UMP,            | |
| XIIIe       | 20 juin 2007    | 19 juin 2012   | Chantal Bourragué  | UMP             | |
| XIVe        | 20 juin 2012    | 20 juin 2017   | Sandrine Doucet    | PS              | Première députée socialiste, bastion de la droite depuis 133 ans |
| XVe         | 21 juin 2017    | 21 juin 2022   | Dominique David    | LREM            | |
| XVIe        | 22 juin 2022    | 21 août 2023   | Thomas Cazenave    | LREM            | Remplacé à partir du 21 août 2023 par Alexandra Martin (LREM) en raison de sa nomination au gouvernement. Mandat écourté à la suite d'une dissolution parlementaire décidée par Emmanuel Macron. |
| XVIe        | 21 août 2023    | 9 juin 2024    | Alexandra Martin   | LREM            | Remplacé à partir du 21 août 2023 par Alexandra Martin (LREM) en raison de sa nomination au gouvernement. Mandat écourté à la suite d'une dissolution parlementaire décidée par Emmanuel Macron. |
| XVIIe       | 8 juillet 2024  | En cours       | Thomas Cazenave    | RE              | |

## Historique des élections

### Élections de 1958
| Candidat       | Candidat            | Parti          | Premier tour | Premier tour | Second tour | Second tour |  |
| Candidat       | Candidat            | Parti          | Voix         | %            | Voix        | %           |  |
| -------------- | ------------------- | -------------- | ------------ | ------------ | ----------- | ----------- |  |
|                | Arthur Richards élu | UNR            | 12 594       | 22,48        | 26 388      | 48,26       |  |
|                | Paul Estèbe         | CNIP           | 10 351       | 18,48        | 13 281      | 24,29       |  |
|                | André Treuillé      | SFIO           | 8 439        | 15,06        | 8 824       | 16,14       |  |
|                | Victor-Luis Réoyo   | CR             | 7 063        | 12,61        | Retrait     | Retrait     |  |
|                | Jean Basile         | PCF            | 6 305        | 11,25        | 6 191       | 11,32       |  |
|                | Armand Faulat       | Radsoc         | 3 376        | 6,03         |             |             |  |
|                | Paul de Caunes      | MRP            | 3 376        | 6,03         |             |             |  |
|                | Jean Barry          | Extrême droite | 2 848        | 5,08         |             |             |  |
|                | Claude Pourchasse   | UFF            | 1 669        | 2,98         |             |             |  |
|                |                     |                |              |              |             |             |  |
| Inscrits       | Inscrits            | Inscrits       | 74 136       | 100,00       | 64 099      | 100,00      |  |
| Abstentions    | Abstentions         | Abstentions    | 17 058       | 23,01        | 8 670       | 13,53       |  |
| Votants        | Votants             | Votants        | 57 078       | 76,99        | 55 429      | 86,47       |  |
| Blancs et nuls | Blancs et nuls      | Blancs et nuls | 1 057        | 1,85         | 745         | 1,34        |  |
| Exprimés       | Exprimés            | Exprimés       | 56 021       | 98,15        | 54 684      | 98,66       |  |

Le suppléant d'Arthur Richards était Raymond Moynet, avocat à la Cour, conseiller général du canton de Bordeaux-3, adjoint au maire de Bordeaux.

### Élections de 1962
| Candidat       | Candidat                      | Parti          | Premier tour | Premier tour | Second tour | Second tour |  |
| Candidat       | Candidat                      | Parti          | Voix         | %            | Voix        | %           |  |
| -------------- | ----------------------------- | -------------- | ------------ | ------------ | ----------- | ----------- |  |
|                | Arthur Richards sortant réélu | UNR-UDT        | 22 208       | 45,69        | 25 286      | 52,36       |  |
|                | Paul Estèbe                   | CNIP           | 10 567       | 21,74        | 14 445      | 29,91       |  |
|                | André Treuillé                | SFIO           | 8 666        | 17,83        | 8 559       | 17,72       |  |
|                | Jean Basile                   | PCF            | 7 170        | 14,75        | Retrait     | Retrait     |  |
|                |                               |                |              |              |             |             |  |
| Inscrits       | Inscrits                      | Inscrits       | 76 416       | 100,00       | 76 418      | 100,00      |  |
| Abstentions    | Abstentions                   | Abstentions    | 26 867       | 35,16        | 26 825      | 35,1        |  |
| Votants        | Votants                       | Votants        | 49 549       | 64,84        | 49 593      | 64,9        |  |
| Blancs et nuls | Blancs et nuls                | Blancs et nuls | 938          | 1,89         | 1 303       | 2,63        |  |
| Exprimés       | Exprimés                      | Exprimés       | 48 611       | 98,11        | 48 290      | 97,37       |  |

Le suppléant d'Arthur Richards était William Lacoste, directeur d'assurance, conseiller général du canton de Bordeaux-2, adjoint au maire de Bordeaux.

### Élections de 1967
| Candidat       | Candidat                    | Parti                     | Premier tour | Premier tour | Second tour | Second tour |  |
| Candidat       | Candidat                    | Parti                     | Voix         | %            | Voix        | %           |  |
| -------------- | --------------------------- | ------------------------- | ------------ | ------------ | ----------- | ----------- |  |
|                | Jean Valleix élu            | UD-Ve                     | 22 587       | 38,11        | 29 698      | 51,35       |  |
|                | André Treuillé              | FGDS (SFIO)               | 11 290       | 19,05        | 28 131      | 48,65       |  |
|                | Rosny Minvielle             | CD (PDM)                  | 8 872        | 14,97        | Retrait     | Retrait     |  |
|                | François Rivière            | PCF                       | 8 490        | 14,32        | Retrait     | Retrait     |  |
|                | Arthur Richards sortant     | Divers droite (Gaulliste) | 4 233        | 7,14         |             |             |  |
|                | Michel Denoix de Saint-Marc | ARLP                      | 2 542        | 4,29         |             |             |  |
|                | André Puytorac              | Modérés                   | 845          | 1,43         |             |             |  |
|                | Paul-Henri Castets          | Modérés                   | 413          | 0,7          |             |             |  |
|                |                             |                           |              |              |             |             |  |
| Inscrits       | Inscrits                    | Inscrits                  | 77 991       | 100,00       | 77 982      | 100,00      |  |
| Abstentions    | Abstentions                 | Abstentions               | 17 724       | 22,73        | 18 341      | 23,52       |  |
| Votants        | Votants                     | Votants                   | 60 267       | 77,27        | 59 641      | 76,48       |  |
| Blancs et nuls | Blancs et nuls              | Blancs et nuls            | 995          | 1,65         | 1 812       | 3,04        |  |
| Exprimés       | Exprimés                    | Exprimés                  | 59 272       | 98,35        | 57 829      | 96,96       |  |

Arthur Richards, député sortant, a été exclu de l'UNR.
Le suppléant de Jean Valleix était Jacques Matharan, conseiller municipal de Bordeaux.

### Élections de 1968
| Candidat       | Candidat                   | Parti          | Premier tour | Premier tour | Second tour | Second tour |  |
| Candidat       | Candidat                   | Parti          | Voix         | %            | Voix        | %           |  |
| -------------- | -------------------------- | -------------- | ------------ | ------------ | ----------- | ----------- |  |
|                | Jean Valleix sortant réélu | UDR (URP)      | 28 122       | 47,43        | 31 552      | 58,61       |  |
|                | Raymond Julien             | FGDS (Radical) | 10 479       | 17,67        | 22 284      | 41,39       |  |
|                | Jacques Cougoul            | CD (PDM)       | 10 401       | 17,54        | Retrait     | Retrait     |  |
|                | François Rivière           | PCF            | 7 646        | 12,89        |             |             |  |
|                | Maurice Carmona            | PSU            | 2 648        | 4,47         |             |             |  |
|                |                            |                |              |              |             |             |  |
| Inscrits       | Inscrits                   | Inscrits       | 76 656       | 100,00       | 76 654      | 100,00      |  |
| Abstentions    | Abstentions                | Abstentions    | 16 870       | 22,01        | 21 513      | 28,07       |  |
| Votants        | Votants                    | Votants        | 59 786       | 77,99        | 55 141      | 71,93       |  |
| Blancs et nuls | Blancs et nuls             | Blancs et nuls | 490          | 0,82         | 1 305       | 2,37        |  |
| Exprimés       | Exprimés                   | Exprimés       | 59 296       | 99,18        | 53 836      | 97,63       |  |

Le suppléant de Jean Valleix était Jacques Matharan.

### Élections de 1973
| Candidat       | Candidat                   | Parti          | Premier tour | Premier tour | Second tour | Second tour |  |
| Candidat       | Candidat                   | Parti          | Voix         | %            | Voix        | %           |  |
| -------------- | -------------------------- | -------------- | ------------ | ------------ | ----------- | ----------- |  |
|                | Jean Valleix sortant réélu | UDR (URP)      | 23 738       | 41,66        | 30 595      | 54,23       |  |
|                | Pierre Lalumière           | PS (UGSD)      | 13 697       | 24,04        | 25 818      | 45,77       |  |
|                | Didier J. Cazabonne        | CD (MR)        | 9 413        | 16,52        | Retrait     | Retrait     |  |
|                | Jacques Soulé              | PCF            | 7 634        | 13,4         | Retrait     | Retrait     |  |
|                | Joëlle Dusseau             | PSU            | 1 633        | 2,87         |             |             |  |
|                | Yves Peyrou                | LCR            | 859          | 1,51         |             |             |  |
|                |                            |                |              |              |             |             |  |
| Inscrits       | Inscrits                   | Inscrits       | 75 045       | 100,00       | 75 141      | 100,00      |  |
| Abstentions    | Abstentions                | Abstentions    | 17 186       | 22,9         | 17 092      | 22,75       |  |
| Votants        | Votants                    | Votants        | 57 859       | 77,1         | 58 049      | 77,25       |  |
| Blancs et nuls | Blancs et nuls             | Blancs et nuls | 885          | 1,53         | 1 636       | 2,82        |  |
| Exprimés       | Exprimés                   | Exprimés       | 56 974       | 98,47        | 56 413      | 97,18       |  |

Le suppléant de Jean Valleix était Jacques Matharan.

### Élections de 1978
| Candidat       | Candidat                   | Parti             | Premier tour | Premier tour | Second tour | Second tour |  |
| Candidat       | Candidat                   | Parti             | Voix         | %            | Voix        | %           |  |
| -------------- | -------------------------- | ----------------- | ------------ | ------------ | ----------- | ----------- |  |
|                | Jean Valleix sortant réélu | RPR               | 27 387       | 44,25        | 35 142      | 56,03       |  |
|                | Pierre Lalumière           | PS                | 17 290       | 27,94        | 27 575      | 43,97       |  |
|                | Henriette Poirier          | PCF               | 7 962        | 12,86        |             |             |  |
|                | Jean-Pierre Berron         | UDF (Rad)         | 4 353        | 7,03         |             |             |  |
|                | Pierre-Armand Bedos        | Divers écologiste | 2 821        | 4,56         |             |             |  |
|                | Robert Blancan             | FN                | 857          | 1,38         |             |             |  |
|                | Jacques Maitre             | LO                | 611          | 0,99         |             |             |  |
|                | Yves Peyrou                | LCR               | 496          | 0,8          |             |             |  |
|                | Bruno Borthury             | UOPDP             | 113          | 0,18         |             |             |  |
|                |                            |                   |              |              |             |             |  |
| Inscrits       | Inscrits                   | Inscrits          | 78 151       | 100,00       | 78 151      | 100,00      |  |
| Abstentions    | Abstentions                | Abstentions       | 15 521       | 19,86        | 14 389      | 18,41       |  |
| Votants        | Votants                    | Votants           | 62 630       | 80,14        | 63 762      | 81,59       |  |
| Blancs et nuls | Blancs et nuls             | Blancs et nuls    | 740          | 1,18         | 1 045       | 1,64        |  |
| Exprimés       | Exprimés                   | Exprimés          | 61 890       | 98,82        | 62 717      | 98,36       |  |

La suppléante de Jean Valleix était Simone Noailles, éducatrice spécialisée, adjointe au maire de Bordeaux, conseillère générale du canton de Bordeaux-2.

### Élections de 1981
| Candidat       | Candidat                   | Parti          | Premier tour | Premier tour | Second tour | Second tour |  |
| Candidat       | Candidat                   | Parti          | Voix         | %            | Voix        | %           |  |
| -------------- | -------------------------- | -------------- | ------------ | ------------ | ----------- | ----------- |  |
|                | Jean Valleix sortant réélu | RPR (UNM)      | 23 733       | 46,38        | 27 870      | 51,25       |  |
|                | Jacques Dangoumau          | PS             | 19 569       | 38,24        | 26 515      | 48,75       |  |
|                | Jacques Soulé              | PCF            | 4 807        | 9,39         |             |             |  |
|                | Jean-Pierre Berron         | UDF (Rad)      | 1 465        | 2,86         |             |             |  |
|                | Jacques Colombier          | FN             | 655          | 1,28         |             |             |  |
|                | Denis Lacoste              | LO             | 545          | 1,07         |             |             |  |
|                | Jacques Courmontagne       | MDD            | 394          | 0,77         |             |             |  |
|                |                            |                |              |              |             |             |  |
| Inscrits       | Inscrits                   | Inscrits       | 77 794       | 100,00       | 77 788      | 100,00      |  |
| Abstentions    | Abstentions                | Abstentions    | 26 136       | 33,6         | 22 883      | 29,42       |  |
| Votants        | Votants                    | Votants        | 51 658       | 66,4         | 54 905      | 70,58       |  |
| Blancs et nuls | Blancs et nuls             | Blancs et nuls | 490          | 0,95         | 520         | 0,95        |  |
| Exprimés       | Exprimés                   | Exprimés       | 51 168       | 99,05        | 54 385      | 99,05       |  |

Le suppléant de Jean Valleix était Dominique Vincent, du Bouscat.

### Élections de 1988
| Candidat       | Candidat                   | Parti             | Premier tour | Premier tour | Second tour | Second tour |  |
| Candidat       | Candidat                   | Parti             | Voix         | %            | Voix        | %           |  |
| -------------- | -------------------------- | ----------------- | ------------ | ------------ | ----------- | ----------- |  |
|                | Jean Valleix sortant réélu | RPR (URC)         | 20 916       | 46,69        | 25 612      | 54,99       |  |
|                | François-Xavier Bordeaux   | PS                | 16 427       | 36,67        | 20 967      | 45,01       |  |
|                | Pierre Sirgue sortant      | FN                | 3 996        | 8,92         |             |             |  |
|                | Paul Lagourgue             | PCF               | 2 868        | 6,40         |             |             |  |
|                | Jean-Pierre Roche          | Divers écologiste | 594          | 1,33         |             |             |  |
|                |                            |                   |              |              |             |             |  |
| Inscrits       | Inscrits                   | Inscrits          | 70 190       | 100,00       | 70 200      | 100,00      |  |
| Abstentions    | Abstentions                | Abstentions       | 24 905       | 35,48        | 22 896      | 32,62       |  |
| Votants        | Votants                    | Votants           | 45 285       | 64,52        | 47 304      | 67,38       |  |
| Blancs et nuls | Blancs et nuls             | Blancs et nuls    | 484          | 1,07         | 725         | 1,53        |  |
| Exprimés       | Exprimés                   | Exprimés          | 44 801       | 98,93        | 46 579      | 98,47       |  |

Le suppléant de Jean Valleix était Dominique Vincent.

### Élections de 1993
| Candidat       | Candidat                   | Parti          | Premier tour | Premier tour | Second tour | Second tour |  |
| Candidat       | Candidat                   | Parti          | Voix         | %            | Voix        | %           |  |
| -------------- | -------------------------- | -------------- | ------------ | ------------ | ----------- | ----------- |  |
|                | Jean Valleix sortant réélu | RPR (UPF)      | 21 042       | 46,89        | 26 531      | 62,81       |  |
|                | Joëlle Dusseau             | PS (ADFP)      | 8 226        | 18,33        | 15 706      | 37,19       |  |
|                | Jacques Colombier          | FN             | 5 457        | 12,16        |             |             |  |
|                | Michel Duchene             | Les Verts (EÉ) | 4 883        | 10,88        |             |             |  |
|                | Vincent Maurin             | PCF            | 2 814        | 6,27         |             |             |  |
|                | Micheline Garuz            | LT-LNÉ         | 1 119        | 2,49         |             |             |  |
|                | Denis Lacoste              | LO             | 1 073        | 2,39         |             |             |  |
|                | Marie-Paule Girard         | PLN            | 261          | 0,58         |             |             |  |
|                |                            |                |              |              |             |             |  |
| Inscrits       | Inscrits                   | Inscrits       | 70 329       | 100,00       | 70 325      | 100,00      |  |
| Abstentions    | Abstentions                | Abstentions    | 23 294       | 33,12        | 25 101      | 35,69       |  |
| Votants        | Votants                    | Votants        | 47 035       | 66,88        | 45 224      | 64,31       |  |
| Blancs et nuls | Blancs et nuls             | Blancs et nuls | 2 160        | 4,59         | 2 987       | 6,6         |  |
| Exprimés       | Exprimés                   | Exprimés       | 44 875       | 95,41        | 42 237      | 93,4        |  |

Le suppléant de Jean Valleix était Dominique Vincent.

### Élections de 1997
| Candidat       | Candidat                   | Parti          | Premier tour | Premier tour | Second tour | Second tour |  |
| Candidat       | Candidat                   | Parti          | Voix         | %            | Voix        | %           |  |
| -------------- | -------------------------- | -------------- | ------------ | ------------ | ----------- | ----------- |  |
|                | Jean Valleix sortant réélu | RPR            | 16 950       | 37,6         | 26 175      | 54,99       |  |
|                | Béatrice Desaigues         | PS             | 11 725       | 26,01        | 21 425      | 45,01       |  |
|                | Jacques Colombier          | FN             | 5 095        | 11,3         |             |             |  |
|                | Vincent Maurin             | PCF            | 3 048        | 6,76         |             |             |  |
|                | Stéphane de Bentzmann      | LDI (MPF)      | 1 746        | 3,87         |             |             |  |
|                | Valérie Le Goff            | Les Verts      | 1 138        | 2,52         |             |             |  |
|                | Denis Lacoste              | LO             | 881          | 1,95         |             |             |  |
|                | Daniel Fedou               | Divers droite  | 815          | 1,81         |             |             |  |
|                | Chantal Baillas            | GÉ             | 700          | 1,55         |             |             |  |
|                | Gérard Albouy              | US4J           | 691          | 1,53         |             |             |  |
|                | Jean-Jacques Rabeisen      | MÉI            | 562          | 1,25         |             |             |  |
|                | François Fournier          | MDC            | 557          | 1,24         |             |             |  |
|                | Micheline Garuz            | LT-LNÉ         | 429          | 0,95         |             |             |  |
|                | Catherine Durin            | LCR            | 417          | 0,92         |             |             |  |
|                | Claudine Copin             | Extrême gauche | 243          | 0,54         |             |             |  |
|                | Marie-Line Touya           | LO             | 87           | 0,19         |             |             |  |
|                |                            |                |              |              |             |             |  |
| Inscrits       | Inscrits                   | Inscrits       | 69 956       | 100,00       | 69 956      | 100,00      |  |
| Abstentions    | Abstentions                | Abstentions    | 22 978       | 32,85        | 20 052      | 28,66       |  |
| Votants        | Votants                    | Votants        | 46 978       | 67,15        | 49 904      | 71,34       |  |
| Blancs et nuls | Blancs et nuls             | Blancs et nuls | 1 894        | 4,03         | 2 304       | 4,62        |  |
| Exprimés       | Exprimés                   | Exprimés       | 45 084       | 95,97        | 47 600      | 95,38       |  |

La suppléante de Jean Valleix était Chantal Bourragué, cadre commerciale, conseillère générale du canton de Bordeaux-2, maire adjointe de Bordeaux.

### Élections de 2002
| Candidat       | Candidat               | Parti            | Premier tour | Premier tour | Second tour | Second tour |  |
| Candidat       | Candidat               | Parti            | Voix         | %            | Voix        | %           |  |
| -------------- | ---------------------- | ---------------- | ------------ | ------------ | ----------- | ----------- |  |
|                | Chantal Bourragué élue | UMP              | 23 285       | 47,97        | 25 151      | 59,71       |  |
|                | Béatrice Desaigues     | PS               | 12 379       | 25,5         | 16 974      | 40,29       |  |
|                | Jacques Colombier      | FN               | 4 202        | 8,66         |             |             |  |
|                | Marie-Claude Noël      | Les Verts        | 2 140        | 4,41         |             |             |  |
|                | Vincent Maurin         | PCF              | 1 656        | 3,41         |             |             |  |
|                | Annick Seguin          | CPNT             | 721          | 1,49         |             |             |  |
|                | Isabelle Larroquet     | LCR              | 701          | 1,44         |             |             |  |
|                | Élodie Delouette       | Divers           | 595          | 1,23         |             |             |  |
|                | François Fournier      | Pôle républicain | 562          | 1,16         |             |             |  |
|                | Philippe de Boucaud    | MPF              | 528          | 1,09         |             |             |  |
|                | Denis Lacoste          | LO               | 408          | 0,84         |             |             |  |
|                | Anne Caron             | Divers           | 308          | 0,63         |             |             |  |
|                | Bruno Paluteau         | MNR              | 284          | 0,59         |             |             |  |
|                | Jean Duplantier        | Divers           | 211          | 0,43         |             |             |  |
|                | Alain Gendre           | GÉ               | 199          | 0,41         |             |             |  |
|                | Jean-Pierre Roche      | Divers           | 188          | 0,39         |             |             |  |
|                | Joran Suils            | Divers           | 98           | 0,2          |             |             |  |
|                | Nicolas Méric          | Divers           | 75           | 0,15         |             |             |  |
|                | Claude Boisseau        | Divers           | 0            | 0            |             |             |  |
|                |                        |                  |              |              |             |             |  |
| Inscrits       | Inscrits               | Inscrits         | 72 884       | 100,00       | 72 885      | 100,00      |  |
| Abstentions    | Abstentions            | Abstentions      | 23 672       | 32,48        | 29 407      | 40,35       |  |
| Votants        | Votants                | Votants          | 49 212       | 67,52        | 43 478      | 59,65       |  |
| Blancs et nuls | Blancs et nuls         | Blancs et nuls   | 672          | 1,37         | 1 353       | 3,11        |  |
| Exprimés       | Exprimés               | Exprimés         | 48 540       | 98,63        | 42 125      | 96,89       |  |

Le suppléant de Chantal Bourragué était Patrick Bobet, médecin, maire du Bouscat.

### Élections de 2007
| Candidat       | Candidat                          | Parti          | Premier tour | Premier tour | Second tour | Second tour |  |
| Candidat       | Candidat                          | Parti          | Voix         | %            | Voix        | %           |  |
| -------------- | --------------------------------- | -------------- | ------------ | ------------ | ----------- | ----------- |  |
|                | Chantal Bourragué sortante réélue | UMP            | 22 718       | 44,81        | 26 349      | 54,45       |  |
|                | Béatrice Desaigues                | PS             | 12 874       | 25,39        | 22 042      | 45,55       |  |
|                | Véronique Fayet                   | UDF–MoDem      | 7 112        | 14,03        |             |             |  |
|                | Marc Lasaygues                    | Les Verts      | 1 860        | 3,67         |             |             |  |
|                | Vincent Maurin                    | PCF            | 1 633        | 3,22         |             |             |  |
|                | Valérie Colombier                 | FN             | 1 528        | 3,01         |             |             |  |
|                | Isabelle Larroquet                | LCR            | 1 271        | 2,51         |             |             |  |
|                | Micheline Berthaud                | MPF            | 736          | 1,45         |             |             |  |
|                | Jean-Luc Coudray                  | Divers         | 365          | 0,72         |             |             |  |
|                | Micheline Garuz                   | Divers         | 314          | 0,62         |             |             |  |
|                | Denis Lacoste                     | LO             | 287          | 0,57         |             |             |  |
|                | Marcel Hoerner                    | Divers         | 0            | 0            |             |             |  |
|                |                                   |                |              |              |             |             |  |
| Inscrits       | Inscrits                          | Inscrits       | 82 500       | 100,00       | 82 500      | 100,00      |  |
| Abstentions    | Abstentions                       | Abstentions    | 31 292       | 37,93        | 32 876      | 39,85       |  |
| Votants        | Votants                           | Votants        | 51 208       | 62,07        | 49 624      | 60,15       |  |
| Blancs et nuls | Blancs et nuls                    | Blancs et nuls | 510          | 1            | 1 233       | 2,48        |  |
| Exprimés       | Exprimés                          | Exprimés       | 50 698       | 99           | 48 391      | 97,52       |  |

Le suppléant de Chantal Bourragué était Patrick Bobet.

### Élections de 2012
| Candidat       | Candidat                   | Parti                             | Premier tour | Premier tour | Second tour | Second tour |  |
| Candidat       | Candidat                   | Parti                             | Voix         | %            | Voix        | %           |  |
| -------------- | -------------------------- | --------------------------------- | ------------ | ------------ | ----------- | ----------- |  |
|                | Chantal Bourragué sortante | UMP                               | 19 926       | 40,22        | 23 370      | 48,60       |  |
|                | Sandrine Doucet élu        | PS                                | 19 397       | 39,16        | 24 714      | 51,40       |  |
|                | Catherine Bouilhet         | RBM (FN)                          | 4 188        | 8,45         |             |             |  |
|                | Vincent Maurin             | FG (PCF) (Divers gauche)          | 2 454        | 4,95         |             |             |  |
|                | Alexandre Marsat           | EÉLV                              | 2 125        | 4,29         |             |             |  |
|                | Isabelle Larroquet         | NPA                               | 367          | 0,74         |             |             |  |
|                | Marie-Pierre Mauhourat     | MÉI (Cap21)                       | 304          | 0,61         |             |             |  |
|                | Olivier Rachet             | Divers gauche (Bordeaux à gauche) | 234          | 0,47         |             |             |  |
|                | Corinne Gireau             | Pirate                            | 218          | 0,44         |             |             |  |
|                | Mohamed Akrout             | AÉI                               | 192          | 0,39         |             |             |  |
|                | Denis Lacoste              | LO                                | 132          | 0,27         |             |             |  |
|                |                            |                                   |              |              |             |             |  |
| Inscrits       | Inscrits                   | Inscrits                          | 86 025       | 100,00       | 86 026      | 100,00      |  |
| Abstentions    | Abstentions                | Abstentions                       | 35 926       | 41,76        | 36 837      | 42,82       |  |
| Votants        | Votants                    | Votants                           | 50 099       | 58,24        | 49 189      | 57,18       |  |
| Blancs et nuls | Blancs et nuls             | Blancs et nuls                    | 562          | 1,12         | 1 105       | 2,25        |  |
| Exprimés       | Exprimés                   | Exprimés                          | 49 537       | 98,88        | 48 084      | 97,75       |  |

Le suppléant de Sandrine Doucet était Pierre Catard, entrepreneur au Bouscat.

### Élections de 2017
Les élections législatives se sont déroulées les dimanches 11 et 18 juin 2017.
|                                                                            |                                                                         |                           |                           |                          |                          |
|                                                                            |                                                                         | Premier tour 11 juin 2017 | Premier tour 11 juin 2017 | Second tour 18 juin 2017 | Second tour 18 juin 2017 |
|                                                                            |                                                                         |                           |                           |                          |                          |
|                                                                            |                                                                         | Nombre                    | % des inscrits            | Nombre                   | % des inscrits           |
| Inscrits                                                                   | Inscrits                                                                | 94 986                    | 100,00                    | 94 988                   | 100,00                   |
| Abstentions                                                                | Abstentions                                                             | 46 299                    | 48,74                     | 56 496                   | 59,48                    |
| Votants                                                                    | Votants                                                                 | 48 687                    | 51,26                     | 38 492                   | 40,52                    |
|                                                                            |                                                                         |                           | % des votants             |                          | % des votants            |
| Bulletins blancs                                                           | Bulletins blancs                                                        | 364                       | 0,75                      | 2 855                    | 7,42                     |
| Bulletins nuls                                                             | Bulletins nuls                                                          | 152                       | 0,31                      | 992                      | 2,58                     |
| Suffrages exprimés                                                         | Suffrages exprimés                                                      | 48 171                    | 98,94                     | 34 645                   | 90,01                    |
|                                                                            |                                                                         |                           |                           |                          |                          |
| Candidat Étiquette politique (partis et alliances)                         | Candidat Étiquette politique (partis et alliances)                      | Voix                      | % des exprimés            | Voix                     | % des exprimés           |
|                                                                            |                                                                         |                           |                           |                          |                          |
|                                                                            | Dominique David La République en marche                                 | 21 173                    | 43,95                     | 20 645                   | 59,59                    |
|                                                                            | Nicolas Florian Les Républicains (Union des démocrates et indépendants) | 9 670                     | 20,07                     | 14 000                   | 40,41                    |
|                                                                            | Evelyne Cervantes-Descubes La France insoumise                          | 5 261                     | 10,92                     |                          |                          |
|                                                                            | Philippe Dorthe Parti socialiste                                        | 3 437                     | 7,13                      |                          |                          |
|                                                                            | Philippe Dubois Front national                                          | 2 786                     | 5,78                      |                          |                          |
|                                                                            | Nelson Palis-Niermann Europe Écologie Les Verts                         | 1 873                     | 3,89                      |                          |                          |
|                                                                            | Vincent Maurin Parti communiste français                                | 889                       | 1,85                      |                          |                          |
|                                                                            | Laurent Blanchard Écologiste (Parti citoyen por les animaux)            | 517                       | 1,07                      |                          |                          |
|                                                                            | Audrey Teillet Divers (Parti animaliste)                                | 454                       | 0,94                      |                          |                          |
|                                                                            | Pierre Lareigne Divers droite (Parti chrétien-démocrate)                | 403                       | 0,84                      |                          |                          |
|                                                                            | Sophie Barakat Debout la France                                         | 390                       | 0,81                      |                          |                          |
|                                                                            | Cyril Faucher Divers (Union populaire républicaine)                     | 334                       | 0,69                      |                          |                          |
|                                                                            | Thérèse Claise Divers gauche (Nouvelle Donne)                           | 261                       | 0,54                      |                          |                          |
|                                                                            | Isabelle Larroquet Extrême gauche (Nouveau Parti anticapitaliste)       | 221                       | 0,46                      |                          |                          |
|                                                                            | Paul Artaut Divers (Parti du vote blanc)                                | 181                       | 0,38                      |                          |                          |
|                                                                            | Fanny Quandalle Lutte ouvrière                                          | 175                       | 0,36                      |                          |                          |
|                                                                            | Pierre Dinet Extrême droite (Union des patriotes - Civitas)             | 107                       | 0,22                      |                          |                          |
|                                                                            | Johan Giraud-Girard Divers                                              | 31                        | 0,06                      |                          |                          |
|                                                                            | Adrien Doutreix Extrême gauche (Parti pour la décroissance)             | 8                         | 0,02                      |                          |                          |
| Source : Ministère de l'Intérieur - Première circonscription de la Gironde |                                                                         |                           |                           |                          |                          |

Le suppléant de Dominique David était Gonzalo Chacon, inspecteur de l'Éducation Nationale, adjoint au maire de Bruges.

### Élections de 2022
| Résultats des élections législatives des 12 et 19 juin 2022 de la 1re circonscription de Gironde |                          |                                            |                          |              |              |             |             |
| Candidat                                                                                         | Candidat                 | Parti et coalition                         | Nuance                   | Premier tour | Premier tour | Second tour | Second tour |
| Candidat                                                                                         | Candidat                 | Parti et coalition                         | Nuance                   | Voix         | %            | Voix        | %           |
|                                                                                                  | Thomas Cazenave          | LREM (ENS)                                 | ENS                      | 19 604       | 38,23        | 28 292      | 59,11       |
|                                                                                                  | Catherine Cestarie,      | EÉLV (NUPES)                               | NUP                      | 14 006       | 27,31        | 19 569      | 40,89       |
|                                                                                                  | Bruno Paluteau           | RN                                         | RN                       | 4 929        | 9,61         |             |             |
|                                                                                                  | Pierre de Gaétan Njikam, | LR (UDC)                                   | LR                       | 4 116        | 8,03         |             |             |
|                                                                                                  | Jean-Louis Grattepanche  | REC                                        | REC                      | 2 866        | 5,59         |             |             |
|                                                                                                  | Damien Thomas,           | NGS (Fédération de la gauche républicaine) | DVG                      | 1 794        | 3,50         |             |             |
|                                                                                                  | Xavier Loustaunau        | H diss.                                    | DVD                      | 1 226        | 2,39         |             |             |
|                                                                                                  | Laurent Blanchard        | LMPA                                       | ECO                      | 853          | 1,66         |             |             |
|                                                                                                  | Esther Dufaure           | PA                                         | ECO                      | 483          | 0,94         |             |             |
|                                                                                                  | Medhi Saboulard          | UA                                         | DVG                      | 462          | 0,90         |             |             |
|                                                                                                  | Jean-Pierre Roche        | LEL                                        | DIV                      | 398          | 0,78         |             |             |
|                                                                                                  | Fanny Quandalle          | LO                                         | DXG                      | 250          | 0,49         |             |             |
|                                                                                                  | Isabelle Larroquet,      | NPA                                        | DXG                      | 165          | 0,32         |             |             |
|                                                                                                  | Claire Chartier Grimaud  | POID                                       | DXG                      | 118          | 0,23         |             |             |
|                                                                                                  | Kylian Visage            | SE                                         | DIV                      | 11           | 0,02         |             |             |
| Votes valides                                                                                    | Votes valides            | Votes valides                              | Votes valides            | 51 281       | 98,50        | 47 861      | 94,71       |
| Votes blancs                                                                                     | Votes blancs             | Votes blancs                               | Votes blancs             | 576          | 1,11         | 1 940       | 3,84        |
| Votes nuls                                                                                       | Votes nuls               | Votes nuls                                 | Votes nuls               | 203          | 0,39         | 734         | 1,45        |
| Total                                                                                            | Total                    | Total                                      | Total                    | 52 060       | 100          | 50 535      | 100         |
| Abstention                                                                                       | Abstention               | Abstention                                 | Abstention               | 52 049       | 49,99        | 53 594      | 51,47       |
| Inscrits / participation                                                                         | Inscrits / participation | Inscrits / participation                   | Inscrits / participation | 104 109      | 50,01        | 104 129     | 48,53       |

La suppléante de Thomas Cazenave était Alexandra Martin, responsable d’un centre de formation dans les métiers de l'industrie à Bruges. Alexandra Martin remplaça Thomas Cazenave, nommé membre du gouvernement, du 21 août 2023 au 9 juin 2024.

### Élections de 2024
| Candidat                 | Candidat                 | Parti et coalition       | Nuance                   | Premier tour | Premier tour | Second tour | Second tour |
| Candidat                 | Candidat                 | Parti et coalition       | Nuance                   | Voix         | %            | Voix        | %           |
| ------------------------ | ------------------------ | ------------------------ | ------------------------ | ------------ | ------------ | ----------- | ----------- |
|                          | Thomas Cazenave          | RE (ENS)                 | ENS                      | 28 564       | 38,31        | 31 768      | 43,20       |
|                          | Céline Papin             | LÉ (NFP)                 | UG                       | 25 517       | 34,23        | 26 425      | 35,94       |
|                          | Bruno Paluteau           | RN                       | RN                       | 15 654       | 21,00        | 15 336      | 20,86       |
|                          | Béatrice Pomarel         | AC (LC)                  | DVC                      | 3 143        | 4,22         |             |             |
|                          | Virginie Tournay         | REC                      | REC                      | 1 164        | 1,56         |             |             |
|                          | Fanny Quandalle          | LO                       | EXG                      | 511          | 0,69         |             |             |
|                          |                          |                          |                          |              |              |             |             |
| Votes valides            | Votes valides            | Votes valides            | Votes valides            | 74 553       | 98,17        | 73 529      | 98,17       |
| Votes blancs             | Votes blancs             | Votes blancs             | Votes blancs             | 1 002        | 1,32         | 1 064       | 1,42        |
| Votes nuls               | Votes nuls               | Votes nuls               | Votes nuls               | 388          | 0,51         | 305         | 0,41        |
| Total                    | Total                    | Total                    | Total                    | 75 943       | 100          | 74 898      | 100         |
| Abstention               | Abstention               | Abstention               | Abstention               | 29 920       | 28,26        | 30 979      | 29,26       |
| Inscrits / participation | Inscrits / participation | Inscrits / participation | Inscrits / participation | 105 863      | 71,74        | 105 877     | 70,74       |

La suppléante de Thomas Cazenave est Alexandra Martin.

#### Département de la Gironde
- La fiche de l'INSEE de cette circonscription : « Tableaux et Analyses de la première circonscription de la Gironde », sur insee.fr, site de l'Institut national de la statistique et des études économiques (consulté le 10 juin 2007) [PDF]
- « Tous les députés du département de la Gironde depuis 1789 » [archive du 30 septembre 2007], sur assemblee-nationale.fr, site de l'Assemblée nationale française (consulté le 10 juin 2007)
- « Informations contentieuses sur le département de la Gironde (Élections législatives de 2002) »(Archive.org • Wikiwix • Archive.is • Google • Que faire ?), sur conseil-constitutionnel.fr, site du Conseil constitutionnel (consulté le 13 juin 2007)

#### Circonscriptions en France
- « Carte des circonscriptions législatives en France », sur assemblee-nationale.fr, site de l'Assemblée nationale française (consulté le 10 juin 2007)
- « Résultats électoraux officiels en France »(Archive.org • Wikiwix • Archive.is • Google • Que faire ?), sur interieur.gouv.fr, site du ministère de l'Intérieur (France) (consulté le 13 juin 2007)
- Description et Atlas des circonscriptions électorales de France sur http://www.atlaspol.com, Atlaspol, site de cartographie géopolitique, consulté le 13 juin 2007.